# 西日本イスラエル貿易事務所
西日本イスラエル貿易事務所（英語: Israel Trade Office – West Japan）は、西日本とイスラエルの経済協力促進を主な目的とする駐日イスラエル大使館経済部の下部組織で、2015年11月に発足した。
発足当初はジェトロ大阪（大阪市中央区）に暫定的な事務所が設置されていたが、2016年7月、大阪市内に新事務所が開設された。同年10月27日に貿易事務所の開所式が執り行われ、イスラエル大使館からはカハノフ大使、アッシャー経済公使参事官、シャレム領事が出席した。

## 所在地
| 日本語 | 〒530-0001 大阪府大阪市北区梅田2-2-2 ヒルトンプラザウエストオフィスタワー19階              |
| 英語   | Hilton Plaza West Office Tower 19F, Umeda 2-2-2, Kita-ku, Osaka, Osaka Prefecture 530-0001 |

## 所長
| 代 | 氏名（日本語） | 氏名（ヘブライ語） | 氏名（英語） | 着任       | 退任     | 備考                                       |
| -- | -------------- | ------------------ | ------------ | ---------- | -------- | ------------------------------------------ |
| 1  | 原田健         | קן חראדה           | Ken Harada   | 2015年11月 | （現職） | 駐日イスラエル大使館経済部上席商務官を兼任 |